# Uue
Ununennium（化學符號為Uue）是一種尚未被發現的化學元素，原子序數是119。直到这个元素被发现、确认并确定了永久名称之前，Ununennium和Uue分别为这个元素的暂时系统命名和化学符号。在扩展元素周期表裡，Uue预测是s区元素和碱金属，也是第一个第8週期元素。它是目前最轻的未发现元素。
日本的理化学研究所正在尝试合成该元素，俄罗斯杜布纳联合原子核研究所也在计划合成。理论和实验证据表明，Uue等第八週期元素的合成很可能比之前的元素要困难得多，Uue甚至可能是目前技术所能合成的倒数第二个元素。
Uue所處的第七种碱金属的位置表明它会和较轻的同族元素有相似的性质。不过，相对论效应可能会导致Uue的某些性质与直接用元素周期律推测的性质不同。举个例子，Uue预测会比铯和钫更不活泼，反应性反而更像钾或铷。此外，Uue除了預計会有碱金属特征性的+1氧化态外，也有學者预测它能形成其它碱金属都未知的+3氧化态。

## 概论

### 超重元素的合成
超重元素的原子核是在两个不同大小的原子核的聚变中产生的。粗略地说，两个原子核的质量之差越大，两者就越有可能发生反应。由较重原子核组成的物质会作為靶子，被较轻原子核的粒子束轰击。两个原子核只能在距离足够近的时候，才能聚变成一个原子核。原子核都带正电荷，会因为静电排斥力而相互排斥，所以只有两个原子核的距离足够短时，强核力才能克服这个排斥力并发生聚变。粒子束因此被粒子加速器大大加速，以使这种排斥力与粒子束的速度相比变得微不足道。施加到粒子束上以加速它们的能量可以使它们的速度达到光速的十分之一。但是，如果施加太多能量，粒子束可能会分崩离析。
不过，只是靠得足够近不足以使两个原子核聚变：当两个原子核逼近彼此时，它们通常会融為一體约10−20秒，之後再分開（分開後的原子核不需要和先前相撞的原子核相同），而非形成单一的原子核。这是因为在尝试形成单个原子核的过程中，静电排斥力会撕开正在形成的原子核。每一对目标和粒子束的特征在于其截面，即两个原子核彼此接近时发生聚变的概率。这种聚变是量子效应的结果，其中原子核可通过量子穿隧效應克服静电排斥力。如果两个原子核可以在该阶段之后保持靠近，则多个核相互作用会导致能量的重新分配和平衡。
两个原子核聚变产生的原子核处于非常不稳定，被称为复合原子核的激发态。复合原子核为了达到更稳定的状态，可能会直接裂变，或是放出一些中子来带走激发能量。如果激发能量太小，无法放出中子，复合原子核就会放出γ射线来带走激发能量。这个过程会在原子核碰撞后的10−16秒发生，并创造出更稳定的原子核。原子核只有在10−14秒内不衰变，IUPAC/IUPAP联合工作小组才会认为它是化学元素。这个值大约是原子核得到它的外层电子，显示其化学性质所需的时间。

### 衰变和探测
粒子束穿过目标后，会到达下一个腔室——分离室。如果反应产生了新的原子核，它就会存在于这个粒子束中。在分离室中，新的原子核会从其它核素（原本的粒子束和其它反应产物）中分离，到达半导体探测器后停止。这时标记撞击探测器的确切位置、能量和到达时间。这个转移需要10−6秒的时间，因此原子核需要存在这么长的时间才能被检测到。若衰变發生，衰變的原子核被再次记录，并测量位置、衰变能量和衰变时间。
原子核的稳定性源自于强核力，但强核力的作用距离很短，随着原子核越来越大，强核力对最外层的核子（质子和中子）的影响减弱。同时，原子核会被质子之间，范围不受限制的静电排斥力撕裂。强核力提供的核结合能以线性增长，而静电排斥力则以原子序数的平方增长。后者增长更快，对重元素和超重元素而言变得越来越重要。超重元素理论预测及实际观测到的主要衰变方式，即α衰变和自发裂变都是这种排斥引起的。几乎所有会α衰变的核素都有超过210个核子，而主要通过自发裂变衰变的最轻核素有238个核子。有限位势垒在这两种衰变方式中抑制了原子核衰变，但原子核可以隧穿这个势垒，发生衰变。
放射性衰变中常产生α粒子是因为α粒子中的核子平均质量足够小，足以使α粒子有多余能量离开原子核。自发裂变则是由静电排斥力将原子核撕裂而致，会产生各种不同的产物。随着原子序数增加，自发裂变迅速变得重要：自发裂变的部分半衰期从92号元素铀到102号元素锘下降了23个数量级，从90号元素钍到100号元素镄下降了30个数量级。早期的液滴模型因此表明有约280个核子的原子核的裂变势垒会消失，因此自发裂变会立即发生。之后的核壳层模型表明有大约300个核子的原子核将形成一个稳定岛，其中的原子核不易发生自发裂变，而是会发生半衰期更长的α衰变。随后的研究发现预测存在的稳定岛可能比原先预期的更远，还发现长寿命锕系元素和稳定岛之间的原子核发生变形，获得额外的稳定性。对较轻的超重核素以及那些更接近稳定岛的核素的实验发现它们比先前预期的更难发生自发裂变，表明核壳层效应变得重要。
α衰变由发射出去的α粒子记录，在原子核衰变之前就能确定衰变产物。如果α衰变或连续的α衰变产生了已知的原子核，则可以很容易地确定反应的原始产物。因为连续的α衰变都会在同一个地方发生，所以通过确定衰变发生的位置，可以确定衰变彼此相关。已知的原子核可以通过它经历的衰变的特定特征来识别，例如衰变能量（或更具体地说，发射粒子的动能）。然而，自发裂变会产生各种分裂产物，因此无法从其分裂产物确定原始核素。

## 历史
超重元素是通过核聚变产生的。根据产物复合原子核的激发能量，这些核聚变反应可以分为热核聚变和冷核聚变。在热核聚变中，非常轻、高能量的发射体加速砸向非常重的目标（锕系元素），产生的复合原子核有高激发能量（~40–50 MeV）。它们可能会直接裂变，或是放出多颗（3到5）中子。在冷核聚变反应中，会使用更重的第4周期元素发射体，以及较轻的铅和铋目标。产生的复合原子核的激发能量相对较低（~10–20 MeV），减少了直接裂变的可能性。当产生的复合原子核回到基态后，它们只需要发射一到两颗中子。不过，热核聚变反应可以产生有更多中子的产物，因为锕系元素在所有可以大量制造的元素中有最高的中子/质子比。
Uue和Ubn（元素119和120）都是还没被发现的元素中，原子序最低的。由于反应的截面减少，半衰期也可能很短（微秒级别），尝试合成它们将突破当前技术的极限。Ubu（元素121）之后的元素因为半衰期太短，会在到达探测器之前的一微秒内衰变，所以当前技术可能无法检测到它们。检测到元素121到124的可能性在很大程度上取决于所使用的理论模型，因为它们的半衰期预计非常接近一微秒。此前，超重元素合成中的重要帮助来自𨭆-270周围变形的核壳层，增加了周围核素的稳定性。此外，接近稳定的富中子同位素钙-48可用作发射体，产生更多超重元素的富中子同位素。超重元素原子核的中子越多，它就预计越接近稳定岛。即便如此，合成出来的同位素的中子数仍然比稳定岛中预期的要少。此外，使用钙-48发射体来合成Uue需要锿做的目标，后者难以大量制备（只能合成微克级别，而锫和锎可以做到毫克级别），所以更重的超重元素更实际的合成方法将会需要比48Ca重的发射体。

### 尝试合成

#### 以前
1985年，人们在加州伯克利的superHILAC加速器通过用钙-48离子轰击锿-254，首次尝试合成Uue：
254
99Es
 + 48
20Ca
 → 302
119Uue
* → 没有原子
反应没有检测到任何原子，截面上限为300 nb。之后的计算认为3n反应（产物为299Uue和三个中子）的截面实际上少了六十万倍，为0.5 pb。
1999年，劳伦斯伯克利国家实验室通过208Pb和86Kr的反应，声称合成了293Og。因此，类似的反应209Bi + 86Kr和208Pb + 87Rb被提议用于合成元素119和它未知的α衰变产物——元素117、115和113。2001年这些结果的撤回和最近对冷聚变反应截面的计算对这种可能性提出了质疑。举个例子，209Bi + 86Kr反应的横截面上限预测为2 fb。放射性的发射体可以提供利用铅或铋目标的替代方法，可以产生更多富中子的同位素。
从2012年4月到9月，在德国达姆施塔特亥姆霍兹重离子研究中心通过用钛-50轰击锫-249，尝试合成295Uue和296Uue。249Bk和50Ti的反应被预测为实际上制备Uue最有利的反应，因为反应比较不对称，尽管反应有点冷。254Es和48Ca的反应更好，但是制备毫克量级的254Es来作为目标很难。而且，锫-249会衰变成下一个元素锎-249，半衰期只有短短的327天，所以可以同时寻找元素119和120。然而，由于发射体从48Ca改成了50Ti，Uue的预期产量将除以二十倍，因为产量在很大程度上取决于聚变反应的不对称性。由于预计Uue的半衰期较短，GSI团队使用了能够在微秒内记录衰变事件的新型快速电子设备。
249
97Bk
 + 50
22Ti
 → 299
119Uue
* → 没有原子
249
98Cf
 + 50
22Ti
 → 299
120Ubn
* → 没有原子
元素119和元素120都没有被发现，这意味着在这些反应中生成元素119的限制截面为65 fb，而生成元素120的限制截面为200 fb。在该反应中生产元素119的预测实际横截面约为40 fb，是当前技术的极限。（记录中有最低截面的成功反应是209Bi和70Zn反应产生鉨的反应，为30 fb。）这个实验原本会持续到2012年11月，但实验人员把发射体改成48Ca以确认鿬的发现，提早结束实验。

#### 现在
位于日本埼玉县和光市的理化学研究所团队在2018年6月开始用钒-51轰击锔-248目标来合成Uue。由于较重的锫或锎难以制备，他们选择了锔来作为目标。由于反应的不对称性降低，预计的截面大约减半，需要至少30 fb的灵敏度。这些248Cm目标由橡树岭国家实验室提供，他们也为鿬（元素117）的合成中提供了249Bk目标。实验开始于回旋加速器，而理化學研究所于2020年升级了它的直线加速器。两台机器都可以继续轰击，直到观察到第一个事件，该实验目前是间歇性运行，每年至少进行100天。理化學研究所仁科中心主任延與秀人预测，到2022年时可能会发现元素119和120。理化學研究所团队的尝试会由天皇资助。
248
96Cm
 + 51
23V
 → 299
119Uue
* → 现在还没有原子
产生的Uue同位素预计会α衰变两次，产生已知的镆同位素（288Mc和287Mc）。在这之后已知会发生五个α衰变事件，就可以证实它们的发现。这些反应的预测截面约为10 fb。

#### 计划中
俄罗斯杜布纳联合原子核研究所的团队计划开始使用249Bk + 50Ti反应来合成Uue。
日本的理化學研究所和俄罗斯的JINR实验室最适合这些实验，因为它们是世界上唯一可以进行低截面反应的实验室。

### 命名
根据门捷列夫对未发现元素的命名方法，Uue可称为「eka-钫」。1979年，IUPAC发布了有关新元素命名的建议，根据这一规则119号元素应称为ununennium，化学符号Uue。尽管这在化学界的各个层面，从化学课堂到高级教科书都在广泛使用，但在超重元素理论或实验上工作的科学家中，这些建议大多被忽视，并将这个元素称之为“元素119”，化学符号E119、(119)或119。

## 预测性质

### 核稳定性和同位素

杜布纳团队于2010年使用的一张核素图，已表征的同位素有边框。超过元素118（鿫，已知原子序最高的元素）之后，预计将迅速进入不稳定区域，在元素121之后没有核素会有超过一微秒的半衰期。圈起来的部分包含稳定岛预测的位置。

原子核的稳定性在锔（元素96）之后迅速下降，它的半衰期比其它原子序更高的元素高了四个数量级。钔（元素101）之后的元素的半衰期都少于30个小时。在铅（元素82）之后的元素都没有稳定同位素。尽管如此，由于尚未完全了解的原因，在原子序110至114周围的原子核的稳定性略微增加，这导致了核物理学中所谓的“稳定岛”的出现。加利福尼亚大学伯克利分校的格伦·西奥多·西博格教授提出的这个概念解释了为什么超重元素的半衰期比预测的要长。
291–307Uue预测的α衰变半衰期都是微秒级别的，其中294Uue的α衰变半衰期最长，预测约485微秒。不过如果算上所有的衰变方式，它们的半衰期预测只剩几十微秒。更重的同位素应该会更稳定。1971年，Fricke和Waber预测315Uue是Uue最稳定的同位素。这会对Uue的合成产生影响，因为半衰期低于一微秒的同位素会在到达探测器之前衰变，而较重的同位素无法通过任何已知可用目标和发射体的碰撞来合成。然而，新的理论模型表明，质子轨道2f7/2（会在元素114填充）和2f5/2（会在元素120填充）之间的能量差距比预期的要小，使得元素114不再是稳定的球形封闭原子核，而这个能隙可能会增加元素119和120的稳定性。下一个有双幻数的原子核预计在306Ubb（元素122）周围，但是该核素预期的低半衰期和低截面使其合成具有挑战性。

### 原子和物理性质
Uue作为第一个第8周期元素，预测会是碱金属，在元素周期表中位于锂、钠、钾、铷、铯和钫之下。碱金属最外层的s轨道中都有一个价电子（价电子排布ns1），在化学反应中可以轻易失去，形成+1氧化态，因此反应性很高。Uue预计会延续这个趋势，价电子的排布为8s1，因此Uue的行为预计很像它的较轻的同类物。然而据预测，它在某些特性上与较轻的碱金属不同。
Uue和其它碱金属有不同之处的主要原因是自旋-轨道作用——电子运动与自旋之间的相互作用。自旋-轨道作用对于超重元素尤其强烈，因为它们的电子比轻原子中的电子移动得更快，速度与光速相当。在Uue原子中，7p和8s电子能级下降，对应的电子变得稳定，但有两个7p电子能级要比其它四个更稳定。这个效应被称为亚层分裂，因为它将7p亚层分裂成更稳定和更不稳定的部分。计算化学家将这种分裂理解为角量子数 l 从1分裂成1/2和3/2，分别为7p亚层较稳定和较不稳定的部分。因此，Uue外层的8s电子变得稳定，会比预期更难移除，而7p3/2电子则变得不稳定，可能允许它们参与化学反应。最外层s轨道（在钫中就已经很重要）的这种稳定性是影响Uue的化学性质的关键因素，并会导致碱金属的原子和分子性质的所有趋势在铯之后反转。
|  |  |  |

由于外层的8s电子变得稳定，Uue的第一电离能（从电中性原子中移除一个电子所需的能量）预测为4.53 eV，比钾之后的所有碱金属都高，甚至比121号元素Ubu的4.45 eV都高。因此，第8周期的碱金属Uue不是整个周期电离能最低的，这和之前的所有周期不同。Uue的电子亲和能预计远大于铯和钫。它的电子亲和能比所有更轻的碱金属都高，为0.662 eV，接近于钴（0.662 eV）和铬（0.676 eV）。相对论效应也会导致Uue的极化性大幅下降到169.7 a.u.。事实上，计算出来的Uue的静态偶极极化性（αD）很小，接近于钠。
Uue的类氢原子（只有一个电子的原子）——Uue118+的电子预测会非常快地移动，使得它的质量是静止电子的1.99倍，是相对论效应的特征。作为比较，钫的类氢原子的电子质量为1.29，铯的则为1.091。根据相对论的简单外推，这间接表明了Uue的原子半径会收缩到只有240 pm，很接近铷的247 pm，而Uue的金属半径也相应降低到260 pm。Uue+的离子半径预测为180 pm。
Uue的熔点预测在0℃和30℃之间，所以在室温下可能是液体。人们还不知道这是否符合熔点继续降低的趋势，因为铯的熔点为28.5℃，而钫的熔点估计约为8.0℃。Uue的沸点预测在630℃左右，类似钫的620℃左右，它们都比铯的671℃低。Uue的密度预计在3到4 g/cm3之间，符合随着族往下密度一直增加的趋势：钫的密度预测为2.48 g/cm3，而铯的密度是1.93 g/cm3。

### 化学性质
| 化合物 | 键长（Å） | 键解离能（kJ/mol） |
| ------ | --------- | ------------------ |
| Li2    | 2.673     | 101.9              |
| Na2    | 3.079     | 72.04              |
| K2     | 3.924     | 53.25              |
| Rb2    | 4.210     | 47.77              |
| Cs2    | 4.648     | 43.66              |
| Fr2    | ~4.61     | ~42.1              |
| Uue2   | ~4.27     | ~53.4              |

Uue的化学性质预测类似碱金属，但它的性质比起铯或钫，会更像钾或铷。这是由于相对论效应导致的，如果不存在相对论效应，元素周期律将预测Uue比铯和钫更具反应性。由于相对论效应稳定了它的价电子，增加了第一电离能，使得Uue的反应性、金属半径和离子半径降低了。这个效应在钫中就已经出现了。
+1氧化态的Uue的化学性质比起钫会更像铷。另一方面，由于变得不稳定而比其它p轨道大的7p轨道，Uue+的离子半径预测大于Rb+。除了其它碱金属特征性且主要的+1氧化态以外，Uue可能也有在其它碱金属都未发现的+3氧化态。这是因为7p3/2轨道的不稳定和膨胀，导致其电子的电离能低于预期。由于成键时也涉及了7p3/2电子，很多Uue的化合物都预计有很大的共价性。这个效应也在钫中出现，其中超氧化钫（FrO2）的成键中有一些6p3/2的成分。因此，Uue不能替代铯，成为电正性最高的元素，而它的电负性最有可能接近钠的0.93（鲍林标度）。Uue+/Uue的标准电极电势预测为−2.9 V，和Fr+/Fr一样只是略微大于K+/K的−2.931 V。
| 化合物 | 键长（Å） | 键解离能（kJ/mol） |
| ------ | --------- | ------------------ |
| KAu    | 2.856     | 2.75               |
| RbAu   | 2.967     | 2.48               |
| CsAu   | 3.050     | 2.53               |
| FrAu   | 3.097     | 2.75               |
| UueAu  | 3.074     | 2.44               |
在气相中以及在非常低温下的凝聚相中，碱金属会形成以共价键键合的双原子分子。在这些M2分子里，它们的金属-金属键长从Li2到Cs2一直增加，但由于上述8s轨道的相对论效应，Uue2的键长下降。在这些分子的键解离能中有相反的趋势，其中Uue–Uue键应该比K–K键略强。Uue的升华热（ΔHsub）预测为94 kJ/mol（钫的值在77 kJ/mol左右）。
由于Uue的高电子亲和能，UueF分子预计有显著的共价性。UueF中的成键主要是Uue的7p轨道和氟的2p轨道成的键，来自氟的2s轨道和Uue的8s、6dz2和其它两个7p轨道对键的贡献较少。这和其它s区元素、金和汞的行为非常不同，它们使用s轨道（有时混合d轨道）来成键。Uue–F键因为相对论效应把7p轨道分成7p1/2和7p3/2而扩张，这和氢化物AtH和TsH的键扩张类似。Uue–Au键将会是金和碱金属之间最弱的键，但仍然是稳定的。通过外推，可以给出Uue的吸附焓（−ΔHads）：在金上为106 kJ/mol（钫的值是136 kJ/mol）、在铂上为76 kJ/mol、在银上为63 kJ/mol，都是碱金属之中最低。这些数据表明，在由贵金属制成的表面上研究Uue的色谱法吸附是可行的。Uue在聚四氟乙烯表面的吸附焓预测为17.6 kJ/mol，是碱金属当中最低的。这些信息对于Uue未来的化学实验非常有用。碱金属的ΔHsub和−ΔHads值都不成比例相关，因为它们会随着原子序数的增加而向相反的方向变化。

## 扩展阅读
- Beiser, A.  6th. McGraw-Hill. 2003. ISBN 978-0-07-244848-1. OCLC 48965418.
- Hoffman, D. C.; Ghiorso, A.; Seaborg, G. T. . World Scientific. 2000. ISBN 978-1-78-326244-1.
- Kragh, H. . Springer. 2018. ISBN 978-3-319-75813-8.
- Zagrebaev, V.; Karpov, A.; Greiner, W. . Journal of Physics: Conference Series. 2013, 420 (1). 012001. Bibcode:2013JPhCS.420a2001Z. ISSN 1742-6588. S2CID 55434734. arXiv:1207.5700 . doi:10.1088/1742-6596/420/1/012001.

## 外部連結
- 元素Uue在Peter van der Krogt elements site的介紹（英文）
- WebElements.com – Uue（英文）